# Normenkontrollrat Baden-Württemberg

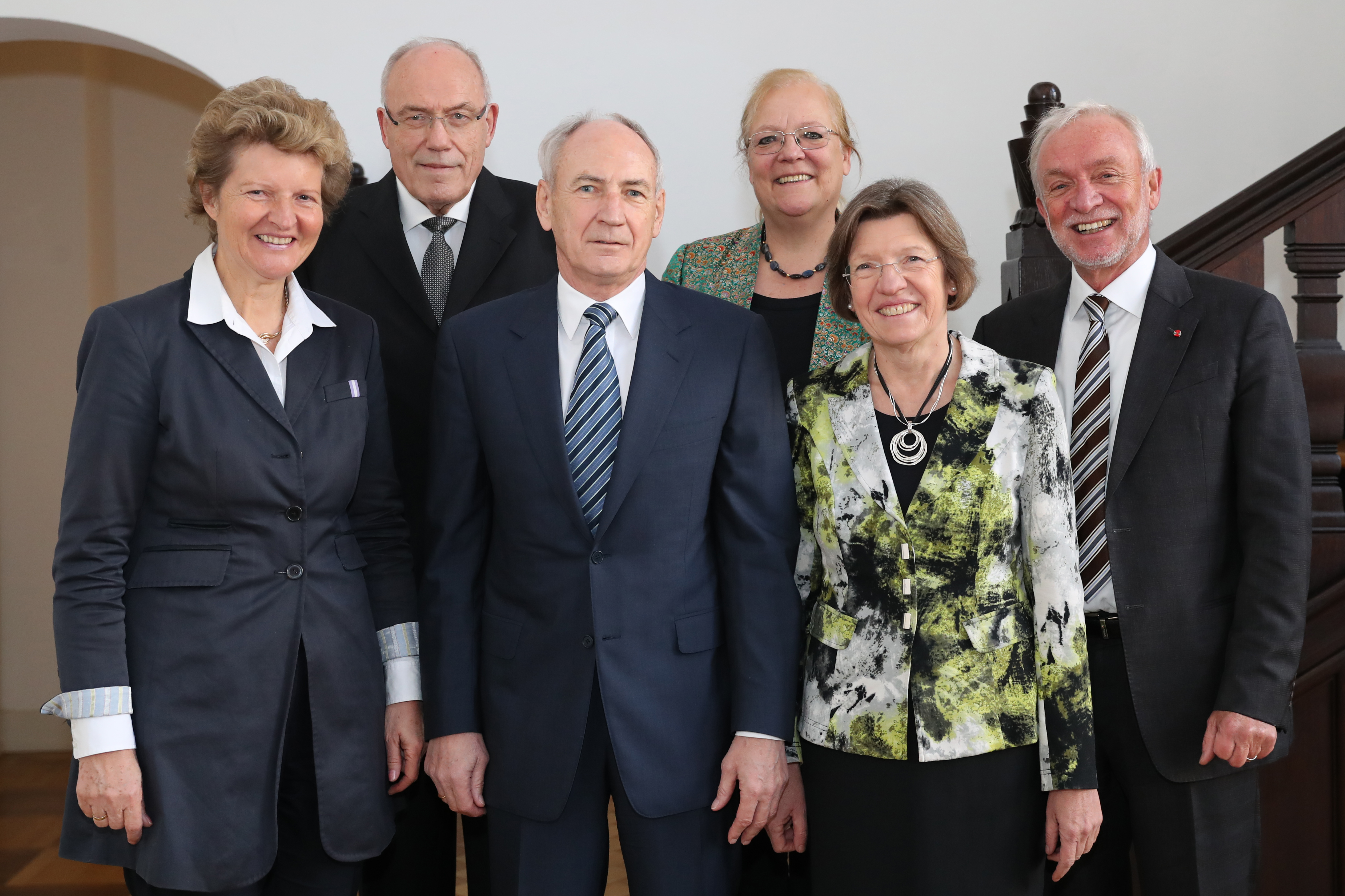
Mitglieder des ersten Normenkontrollrats Baden-Württemberg (2018 bis 2022)

Der Normenkontrollrat Baden-Württemberg (NKR BW) ist ein unabhängiges Expertengremium, das die Landesregierung Baden-Württemberg 2017 mit dem Regierungsprogramm für Bürokratievermeidung, Bürokratieabbau und bessere Rechtssetzung eingerichtet hat.
Seit dem 1. Januar 2018 unterstützt Normenkontrollrat die Landesregierung bei der Berechnung und Darstellung des Erfüllungsaufwandes neuer Normen im Landesrecht. Bei dem Erfüllungsaufwand handelt es sich um die zu erwartenden Folgekosten für die Wirtschaft, die Bürgerinnen und Bürger und die öffentliche Verwaltung. Die Berechnung erfolgt nach dem international anerkannten Standard-Kosten-Modell.
Der Normenkontrollrat prüft, ob es Vollzugsalternativen gibt, die für die Normadressaten (z. B. Wirtschaft, Bürgerschaft, Verwaltung) weniger aufwändig sind, die Regelung befristet werden kann, ob sie wirksam und evaluierbar ist und die Evaluierung vorgesehen ist.
Der Normenkontrollrat unterbreitet der Landesregierung außerdem Vorschläge, wie sie bei geltendem Recht Bürokratiekosten senken kann.
Die Amtszeit des ersten Normenkontrollrats Baden-Württemberg lief zum 31. Dezember 2022 aus. Die Amtszeit des zweiten Normenkontrollrats begann im Oktober 2023.

## Mitglieder

### Seit 2023
- Dieter Salomon (Vorsitzender): Ehemaliger Abgeordneter des Landtags von Baden-Württemberg, Oberbürgermeister a. D. der Stadt Freiburg im Breisgau sowie Hauptgeschäftsführer der Industrie- und Handelskammer Südlicher Oberrhein.
- Susanne Herre: Hauptgeschäftsführerin der IHK Region Stuttgart sowie Vorsitzende des Universitätsrats der Universität Hohenheim.
- Alexander Kozel: Bürgermeister der Stadt Knittlingen.
- Margret Mergen: Oberbürgermeisterin a. D. der Stadt Baden-Baden sowie Leiterin der Koordinierungsstelle der Digitalakademie@bw.
- Adrian Probst: Bürgermeister der Stadt St. Blasien sowie Landesvorsitzender der Bergwacht Schwarzwald
- Dorothea Störr-Ritter: Ehemaliges Mitglied des Deutschen Bundestages, Landrätin des Landkreises Breisgau-Hochschwarzwald sowie Mitglied des Nationalen Normenkontrollrats.

### 2018 bis 2022
- Gisela Meister-Scheufelen (Vorsitzende): Ehemalige Abgeordnete des Landtags von Baden-Württemberg, Staatssekretärin für Wirtschaft und Technologie im Land Berlin, Ministerialdirektorin des Finanzministeriums Baden-Württemberg, Beigeordnete der Stadt Ludwigsburg sowie ehemalige Präsidentin des Statistischen Landesamtes Baden-Württemberg.
- Bernhard Bauer (stellvertretender Vorsitzender): ehemaliger Ministerialdirektor des Sozialministeriums Baden-Württemberg sowie des Ministeriums für Umwelt, Naturschutz und Verkehr Baden-Württemberg.
- Rudolf Böhmler: ehemaliger Staatssekretär und Amtschef des Staatsministeriums Baden-Württemberg und Mitglied des Vorstands der Deutschen Bundesbank.
- Gisela Färber: Lehrstuhl für Wirtschaftliche Staatswissenschaften, insbesondere Allgemeine Volkswirtschaftslehre und Finanzwissenschaft an der Deutschen Universität für Verwaltungswissenschaften Speyer.
- Gerda Stuchlik, Bürgermeisterin der Stadt Freiburg im Breisgau für Umwelt, Jugend, Schule und Bildung.
- Claus Munkwitz, ehemaliger Hauptgeschäftsführer der Handwerkskammer Region Stuttgart.